# Lepus fagani
Lepus fagani és una espècie de llebre de la família dels lepòrids que viu a Etiòpia i Kenya.